# Paris Basketball 2024-2025
Questa voce raccoglie le informazioni riguardanti il Paris Basketball nelle competizioni ufficiali della stagione 2024-2025.

## Stagione
La stagione 2024-2025 del Paris Basketball è la 4ª nel massimo campionato francese di pallacanestro, la Pro A.

## Roster
Aggiornato al 21 settembre 2024.
| Paris Basketball 2024-25 | Paris Basketball 2024-25 |
| Giocatori                | Staff tecnico            |
| ------------------------ | ------------------------ |

| N. | Naz.                                                   | Ruolo | Nome                | Anno | Alt.   | Peso   |  |
| -- | ------------------------------------------------------ | ----- | ------------------- | ---- | ------ | ------ |  |
| 0  | Stati Uniti (bandiera) · Macedonia del Nord (bandiera) | P     | T.J. Shorts (C)     | 1997 | 175 cm | 73 kg  |  |
| 1  | Stati Uniti (bandiera)                                 | AP    | Collin Malcolm      | 1997 | 201 cm | 95 kg  |  |
| 2  | Francia (bandiera)                                     | P     | Nadir Hifi          | 2002 | 185 cm | 82 kg  |  |
| 3  | Stati Uniti (bandiera)                                 | G     | Tyson Ward          | 1997 | 198 cm | 86 kg  |  |
| 4  | Francia (bandiera)                                     | AG    | Léopold Cavalière   | 1996 | 203 cm | 95 kg  |  |
| 5  | Francia (bandiera)                                     | AG    | Bandja Sy           | 1990 | 204 cm | 99 kg  |  |
| 6  | Germania (bandiera) · Francia (bandiera)               | C     | Michael Kessens (C) | 1991 | 205 cm | 103 kg |  |
| 7  | Cile (bandiera)                                        | G     | Sebastián Herrera   | 1997 | 193 cm | 88 kg  |  |
| 8  | Germania (bandiera)                                    | C     | Leon Kratzer        | 1997 | 211 cm | 110 kg |  |
| 12 | Germania (bandiera)                                    | P     | Maodo Lô            | 1992 | 191 cm | 82 kg  |  |
| 13 | Stati Uniti (bandiera) · Rep. Centrafricana (bandiera) | C     | Kevarrius Hayes     | 1997 | 206 cm | 103 kg |  |
| 18 | Francia (bandiera)                                     | AC    | Enzo Shahrvin       | 2003 | 200 cm | 115 kg |  |
| 20 | Finlandia (bandiera)                                   | AG    | Mikael Jantunen     | 2000 | 203 cm | 100 kg |  |
| 21 | Francia (bandiera)                                     | C     | Mathis Dossou-Yovo  | 2000 | 205 cm | 95 kg  |  |
| 24 | Burkina Faso (bandiera) · Francia (bandiera)           | GA    | Yakuba Ouattara     | 1992 | 191 cm | 84 kg  |  |
| 34 | Stati Uniti (bandiera)                                 | A     | Daulton Hommes      | 1996 | 203 cm | 98 kg  |  |

| Allenatore                                                                                     |
| - / Tiago Splitter                                                                             |
| Assistente/i                                                                                   |
| - Bienvenu Kindoki - Julius Thomas Legenda - (C) Capitano - (IN) Inattivo - Infortunato Roster |

## Mercato

### Sessione estiva
| Acquisti | Acquisti          | Acquisti        | Acquisti      | Acquisti |
| R.a      | Nome              | da              | Modalità      |          |
| -------- | ----------------- | --------------- | ------------- | -------- |
| P        | Maodo Lô          | Olimpia Milano  | svincolato    |          |
| G        | Yakuba Ouattara   | Monaco          | svincolato    |          |
| GA       | Killian Malwaya   | Évreux          | fine prestito |          |
| A        | Mohamed Diawara   | Poitiers        | fine prestito |          |
| A        | Daulton Hommes    | Aquila Trento   | svincolato    |          |
| AG       | Léopold Cavalière | Strasburgo      | svincolato    |          |
| C        | Kevarrius Hayes   | Žalgiris Kaunas | svincolato    |          |

| Cessioni | Cessioni        | Cessioni           | Cessioni       | Cessioni |
| R.       | Nome            | a                  | Modalità       |          |
| -------- | --------------- | ------------------ | -------------- | -------- |
| P        | Mehdy Ngouama   | Bourg-en-Bresse    | fine contratto |          |
| GA       | Killian Malwaya | Châlons-Reims      | prestito       |          |
| GA       | Jean Noba       | Boulazac           | fine contratto |          |
| GA       | Justin Simon    | R. Ludwigsburg     | fine contratto |          |
| A        | Mohamed Diawara | Cholet             | fine contratto |          |
| A        | Gauthier Denis  | Free agent         | fine contratto |          |
| AG       | Maxim Logue     | Oregon St. Beavers | fine contratto |          |

### Dopo l'inizio della stagione
| Acquisti | Acquisti           | Acquisti      | Acquisti        | Acquisti   |
| R.       | Nome               | da            | Data            | Modalità   |
| -------- | ------------------ | ------------- | --------------- | ---------- |
| C        | Mathis Dossou-Yovo | EWE Oldenburg | 7 febbraio 2025 | svincolato |

| Cessioni | Cessioni        | Cessioni     | Cessioni       | Cessioni    |
| R.       | Nome            | a            | Data           | Modalità    |
| -------- | --------------- | ------------ | -------------- | ----------- |
| C        | Michael Kessens | Alba Berlino | 9 gennaio 2025 | rescissione |